# Octodon lunatus
Месечевозуби дегу (лат. Octodon lunatus, енгл. Moon-toothed degu) је врста глодарa из породице дегуа (лат. Octodontidae). 

## Распрострањење
Чиле је једино познато природно станиште врсте.

## Станиште
Месечевозуби дегу има станиште на копну.

## Угроженост
Ова врста се сматра рањивом у погледу угрожености врсте од изумирања.

### Популациони тренд
Популација ове врсте се смањује, судећи по расположивим подацима.